# Morti nel 960
| Questa pagina contiene informazioni ricavate automaticamente dalle voci biografiche con l'ausilio del template Bio e di un bot. L'aggiornamento è periodico e automatico e ricostruisce completamente la pagina. Se manca una persona in questa lista, sei pregato di non aggiungerla, ma accertati piuttosto che la sua voce biografica contenga il template Bio e che i dati anagrafici siano correttamente compilati. Se il template Bio manca, inseriscilo tu stesso o, in alternativa, metti l'avviso {{tmp\|Bio}} che ne segnala la mancanza. Se i dati riportati sono sbagliati, correggi direttamente la voce biografica; le modifiche saranno visibili in questa lista entro pochi giorni. Per chiarimenti vedi il progetto biografie. La lista contiene solo le 7 persone che sono citate nell'enciclopedia e per le quali è stato implementato correttamente il template Bio. Pagina aggiornata al 10 giu 2025. |

- 11 settembre - Elia Speleota, religioso e santo italiano
- 10 ottobre - Adele di Vermandois, contessa franco
- Aaron ben Moses ben Asher, scrittore israelita
- Amalrico, vescovo italiano
- Emmanuele I, vescovo cristiano orientale siro
- Guan Tong, pittore cinese
- Ahmad ibn Fadlan, scrittore e viaggiatore arabo (n. 877)